# Edward Augustus Holyoke
Edward Augustus Holyoke (Marblehead, 1º agosto 1728 – Salem, 31 marzo 1829) è stato un medico e scienziato statunitense.

## Biografia
Nato a Marblehead in Massachusetts nel 1728, figlio del reverendo Edward Holyoke già rettore dell'Università di Harvard.
Edward Augustus si laureò in medicina nel 1746 e cominciò restò in attività dal 1748 fino a quando si ritirò nel 1821, quando all'età di 92 anni si ritirò in pensione dopo 73 anni di attività.
Holyoke nella sua lunga vita è stato membro dell'American Academy of Arts and Sciences ed è stato presidente dal 1814 al 1820 ed è stato fondatore della Massachusetts Medical Society nel 1781, di cui è stato due volte presidente. Inoltre è stato un pioniere per le vaccinazioni contro il vaiolo.
È morto a Salem in Massachusetts nel 1829 a 100 anni d'età.